# 新竹開拓二百八十週年紀念碑
24°48′23″N 120°58′08″E / 24.806421°N 120.968951°E

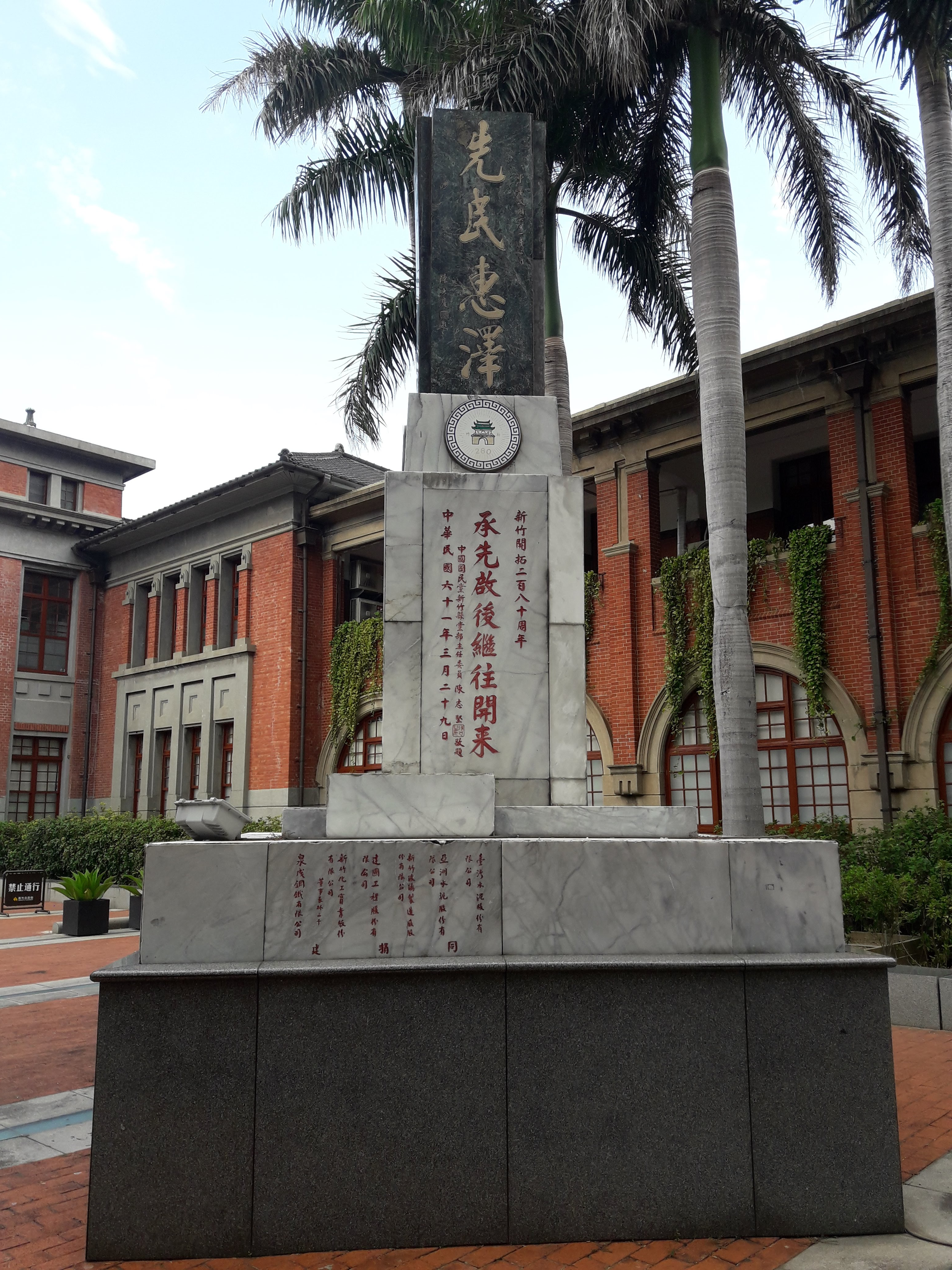
新竹開拓二百八十週年紀念碑。摄于2018年7月。

新竹開拓二百八十週年紀念碑是一塊立在中華民國臺灣省新竹市政府前的石碑，主要記載新竹地區開拓史，用意在呼吁该国人民「庄敬自强」，并了解地方历史。
該碑是由新竹縣（新竹市在1951年至1982年間為新竹縣縣轄市）各界為慶祝蔣中正連任第五屆中華民國總統、青年節及中上運動大會舉行而捐建。1972年3月29日10時，中華體協理事長楊森、總統府資政張知本、社會教育家李石曾之妻，在新竹縣政府廣場（今新竹市政府廣場）主持揭幕。
紀念碑正面上端是第五屆中華民國副總統嚴家淦所題「新竹開拓二百八十週年紀念碑」，下端是碑文。各面依序題有臺灣省政府主席陳大慶之「先民惠澤」、新竹縣縣長劉榭燻之「民力茁壯」、中國國民黨新竹縣黨部主任委員陳志堅之「承先啟後，繼往開來」、新竹縣議會議長藍榮祥之「共勵中興」及副議長邱泉華之「永懷先澤」。碑文由劉榭燻撰寫，多援引自1957年《新竹縣志稿》卷四〈人民志〉內文，書寫則由新竹縣政府主任秘書陳禮建完成。不過碑文上的文章错误处甚多。